# Attila Zubor
Attila Zubor (Budapest, 12 marzo 1975) è un ex nuotatore ungherese.
Specializzato nello stile libero, ha partecipato a tre edizioni olimpiche: Atlanta 1996, Sydney 2000 e Atene 2004.

## Palmarès
- Mondiali

Perth  1998: bronzo nella 4x100m misti.
- Europei

Madrid 2004: bronzo nella 4x100m misti.
- Europei giovanili

Leeds 1992: oro nei 200m misti.